# Mountain Bike nos jogos Pan-Americanos
O mountain bike fez sua estréia nos Jogos Pan-Americanos de 1995 em de Mar del Plata, na Argentina.

## Masculino
| Ano                 | Ouro                  | Prata                   | Bronze                      |
| ------------------- | --------------------- | ----------------------- | --------------------------- |
| 1995 Mar del Plata  | Tinker Juarez (USA)   | Andrés Brenes (CRC)     | Sandro Miranda (ARG)        |
| 1999 Winnipeg       | Edward Larsen (USA)   | Carl Swenson (USA)      | Christopher Sheppard (CAN)  |
| 2003 Santo Domingo  | Jeremiah Bishop (USA) | Edivando Cruz (BRA)     | Deiber Esquivel (CRC)       |
| 2007 Rio de Janeiro | Adam Craig (USA)      | Rubens Donizete (BRA)   | Dario Alejandro Gasco (ARG) |
| 2011 Guadalajara    | Hector Paez (COL)     | Max Plaxton (CAN)       | Jeremiah Bishop (USA)       |
| 2015 Toronto        | Raphaël Gagné (CAN)   | Catriel Soto (ARG)      | Stephen Ettinger (USA)      |
| 2019 Lima           | Gerardo Ulloa (MEX)   | Henrique Avancini (BRA) | Martin Vidaurre (CHI)       |
| 2023 Santiago       | Gunnar Holmgren (CAN) | Martin Vidaurre (CHI)   | José Gabriel Almeida (BRA)  |

## Feminino
| Ano                 | Ouro                    | Prata                   | Bronze                 |
| ------------------- | ----------------------- | ----------------------- | ---------------------- |
| 1995 Mar del Plata  | Alison Sydor (CAN)      | Juliana Furtado (USA)   | Jimena Florit (ARG)    |
| 1999 Winnipeg       | Alison Dunlap (USA)     | Alison Sydor (CAN)      | Jimena Florit (ARG)    |
| 2003 Santo Domingo  | Jimena Florit (ARG)     | Mary McConneloug (USA)  | Francisca Campos (CHI) |
| 2007 Rio de Janeiro | Catharine Pendrel (CAN) | Mary McConneloug (USA)  | Laura Macouzet (MEX)   |
| 2011 Guadalajara    | Heather Irmiger (USA)   | Laura Macouzet (MEX)    | Amanda Sin (CAN)       |
| 2015 Toronto        | Emily Batty (CAN)       | Catharine Pendrel (CAN) | Erin Huck (USA)        |
| 2019 Lima           | Daniela Campuzano (MEX) | Sophia Gomez (ARG)      | Jaqueline Mourão (BRA) |
| 2023 Santiago       | Jennifer Jackson (CAN)  | Catalina Vidaurre (CHI) | Raiza Goulão (BRA)     |

## Quadro de medalhas
| Ordem | País           | Medalha de ouro | Medalha de prata | Medalha de bronze | Total |
| ----- | -------------- | --------------- | ---------------- | ----------------- | ----- |
| 1     | Estados Unidos | 6               | 4                | 3                 | 13    |
| 2     | Canadá         | 6               | 3                | 2                 | 11    |
| 3     | México         | 2               | 1                | 1                 | 4     |
| 4     | Argentina      | 1               | 2                | 4                 | 7     |
| 5     | Colômbia       | 1               |                  |                   | 1     |
| 6     | Brasil         |                 | 3                | 3                 | 6     |
| 7     | Chile          |                 | 2                | 2                 | 4     |
| 8     | Costa Rica     |                 | 1                | 1                 | 2     |
| TOTAL | TOTAL          | 16              | 16               | 16                | 48    |